# São Miguel do Guamá (kommun)
São Miguel do Guamá är en kommun i Brasilien.   Den ligger i delstaten Pará, i den nordöstra delen av landet, 1 600 km norr om huvudstaden Brasília. Antalet invånare är 51 527.
Följande samhällen finns i São Miguel do Guamá:
- São Miguel do Guamá

Omgivningarna runt São Miguel do Guamá är huvudsakligen savann. Runt São Miguel do Guamá är det ganska glesbefolkat, med 27 invånare per kvadratkilometer.